# Terpenreeks Wijnaldum

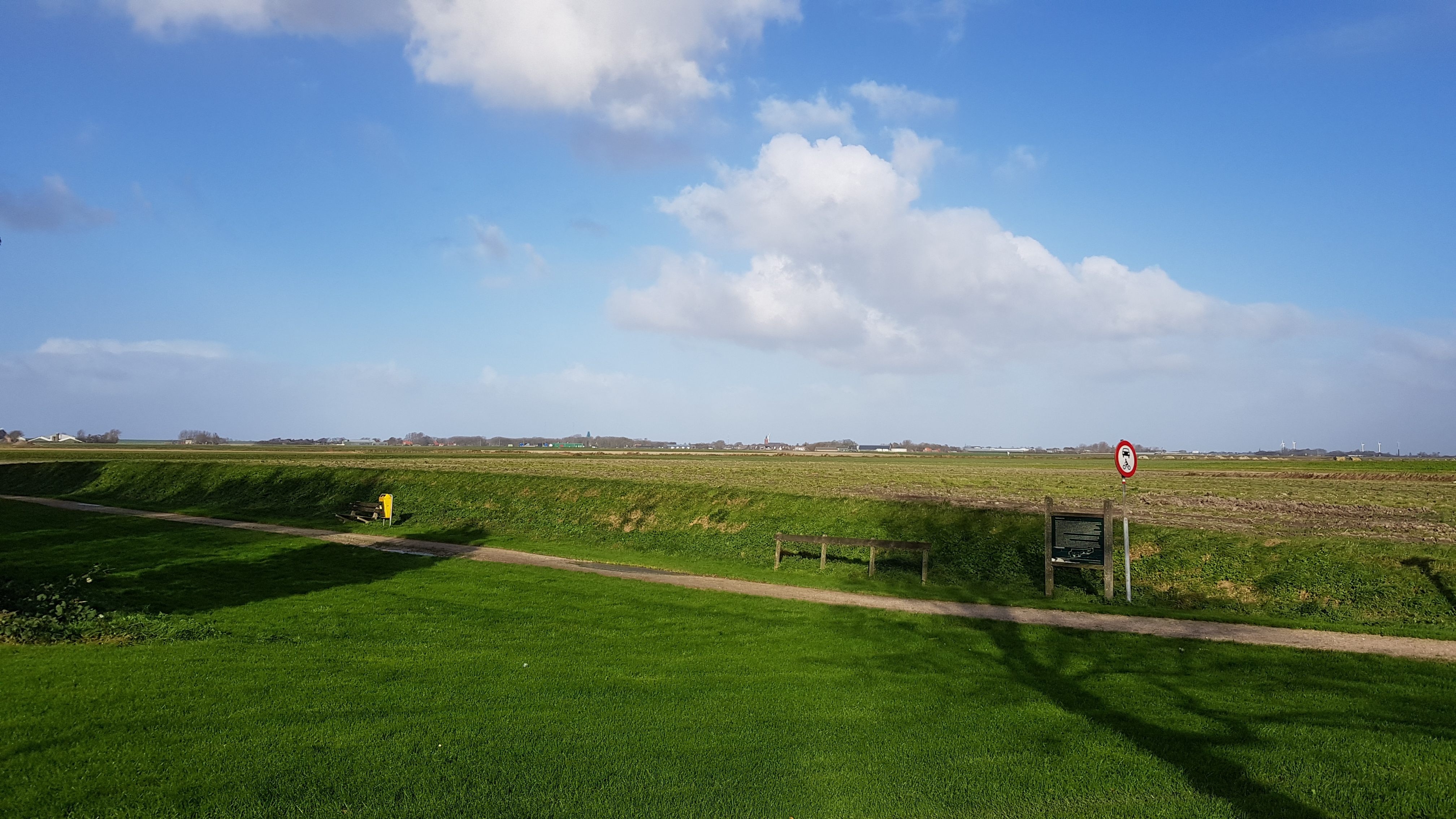
Terp bij Wijnaldum

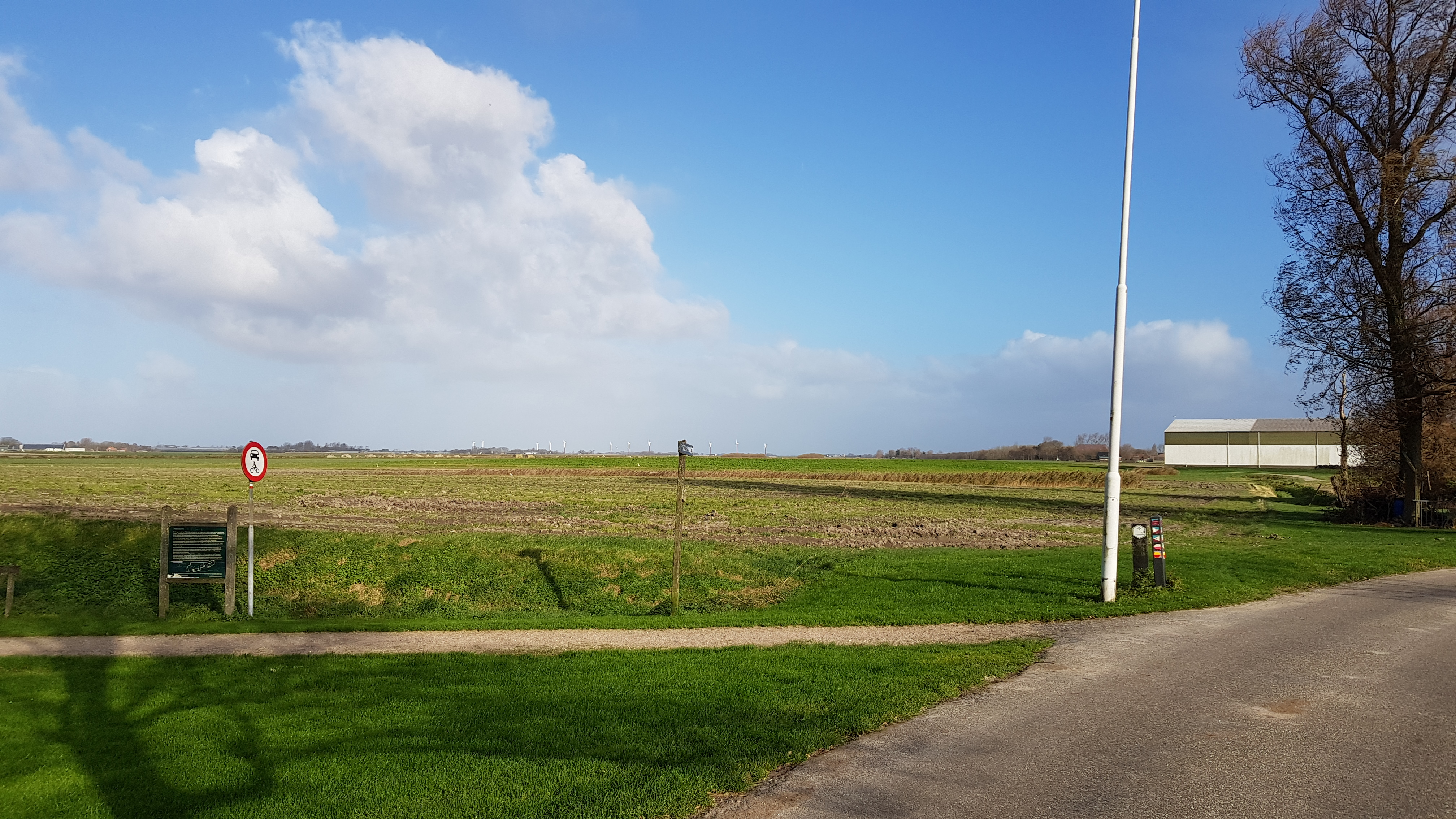
De terpen (deels) op een rij

De terpenreeks van Wijnaldum is een groep van terpen in de Nederlandse gemeente Harlingen. De terpenreeks ligt ten oosten van het dorp Wijnaldum en strekt zich naar het westen uit tot voorbij buurtschap Voorrijp. Ten noorden van de reeks ligt de Ried, een restant van een slenk.
De terpenreeks bestaat uit zes terpen. Een van de terpen in de terpenreeks draagt de naam Tjitsma en wordt ook wel de Koningsterp genoemd.

## Geschiedenis
De terpen zijn rond het begin van de jaartelling aangelegd op een kwelderwal. Rond 150 voor Christus begon het ontstaan van een kwelderwal op deze plek en toen er rond 175 na Christus hier terpen werden opgeworpen stopte het proces. De kwelderwal had toen een hoogte van 85 centimeter, maar was op sommige plaatsen door geulen doorsneden.
Vanaf de elfde eeuw werden er zeedijken aangelegd en was het niet langer nodig om op terpen te blijven wonen.
In 1953 werd er bij de Tjitsma-terp door een boer een deel van een kostbare mantelspeld gevonden: de fibula van Wijnaldum. Deze stamt uit het begin van de 7e eeuw.
Tussen 1991 en 1993 vonden er opgravingen plaats op de Tjitsma-terp.
Op 18 maart 1975 werd de terpenreeks ingeschreven in het rijksmonumentenregister.